# Liste der Monuments historiques in Chapelle-Vallon
Die Liste der Monuments historiques in Chapelle-Vallon führt die Monuments historiques in der französischen Gemeinde Chapelle-Vallon auf.

## Liste der Immobilien
| Bezeichnung               | Beschreibung                               | Standort                 | Kennzeichnung | Schutzstatus | Datum | Bild           |
| ------------------------- | ------------------------------------------ | ------------------------ | ------------- | ------------ | ----- | -------------- |
| Kirche St-Pierre-ès-Liens | um 1100 erbaut, im 16. Jahrhundert ergänzt | Place de l’Église (Lage) | PA00078074    | Classé       | 1987  | weitere Bilder |

## Liste der Objekte
| Bezeichnung                 | Beschreibung                                           | Standort                                | Kennzeichnung | Schutzstatus | Datum | Bild |
| --------------------------- | ------------------------------------------------------ | --------------------------------------- | ------------- | ------------ | ----- | ---- |
| Skulptur Heiliger Sebastian | Holz, übertüncht, Mitte des 16. Jahrhunderts           | in der Kirche St-Pierre-ès-Liens (Lage) | PM10000503    | Classé       | 1911  |      |
| Skulptur Heilige Margaretha | Kalkstein, 16. Jahrhundert                             | in der Kirche St-Pierre-ès-Liens (Lage) | PM10000506    | Classé       | 1913  |      |
| Kruzifix                    | Holz, farbig gefasst, Anfang des 16. Jahrhunderts      | in der Kirche St-Pierre-ès-Liens (Lage) | PM10004731    | Inscrit      | 1977  |      |
| Skulptur eines Bischofs     | Kalkstein, 14. Jahrhundert                             | in der Kirche St-Pierre-ès-Liens (Lage) | PM10000502    | Classé       | 1911  |      |
| Skulptur Heiliger Eligius   | Kalkstein, 16. Jahrhundert; verschwunden               | in der Kirche St-Pierre-ès-Liens (Lage) | PM10004733    | Inscrit      | 1977  |      |
| Kirchenfenster              | aus dem 16. Jahrhundert                                | in der Kirche St-Pierre-ès-Liens (Lage) | PM10000501    | Classé       | 1987  |      |
| Skulptur Petrus             | Kalkstein, farbig gefasst, übertüncht, 16. Jahrhundert | in der Kirche St-Pierre-ès-Liens (Lage) | PM10000504    | Classé       | 1911  |      |
| Kanzel                      | Holz, bemalt, 17. Jahrhundert                          | in der Kirche St-Pierre-ès-Liens (Lage) | PM10004729    | Inscrit      | 1977  |      |
| Weihwasserbecken            | Kalkstein, bezeichnet 1661                             | in der Kirche St-Pierre-ès-Liens (Lage) | PM10004730    | Inscrit      | 1977  |      |
| Skulptur Heiliger Rochus    | Kalkstein, 16. Jahrhundert; verschwunden               | in der Kirche St-Pierre-ès-Liens (Lage) | PM10004732    | Inscrit      | 1977  |      |
| Skulptur Madonna mit Kind   | Kalkstein, übertüncht, 14. oder 15. Jahrhundert        | in der Kirche St-Pierre-ès-Liens (Lage) | PM10000505    | Classé       | 1913  |      |